# Luperina albifasciata
Luperina albifasciata är en fjärilsart som beskrevs av Barend J. Lempke 1965. Luperina albifasciata ingår i släktet Luperina och familjen nattflyn. Inga underarter finns listade i Catalogue of Life.